# Probecat
Probecat è il nome che ha assunto in Messico il programma di protezione sociale per la formazione dei disoccupati.
Una delle sue caratteristiche è l'autoselezione di chi vi partecipa, in quanto il salario che vi si percepisce è inferiore a quello di un lavoratore medio non qualificato che ha già un impiego; di conseguenza aderirà al programma solo chi ha veramente bisogno.